# Categoría Primera A 1959
Die Categoría Primera A 1959 war die zwölfte Austragung der kolumbianischen Fußballmeisterschaft. Die Meisterschaft konnte zum fünften Mal Millonarios vor Independiente Medellín gewinnen. Torschützenkönig wurde der Argentinier Felipe Marino von Independiente Medellín mit 35 Toren.
Die Teilnehmerzahl stieg von zehn auf zwölf Mannschaften. Independiente Medellín kehrte nach der Allianz mit Atlético Nacional im Vorjahr zurück, ebenso wie Unión Magdalena und Deportivo Cali. Atlético Manizales verschwand nach nur einem Jahr wieder.
Der Meister qualifizierte sich zum ersten Mal für ein internationales Turnier, die Copa Campeones de América 1960, die erste Austragung der Copa Libertadores.
Alle Mannschaften spielten viermal gegeneinander.

## Teilnehmer
Die folgenden Vereine nahmen an der Spielzeit 1959 teil.
| Mannschaft                                          | Stadt       | Departamento       |
| --------------------------------------------------- | ----------- | ------------------ |
| América de Cali                                     | Cali        | Valle del Cauca    |
| Atlético Nacional                                   | Medellín    | Antioquia          |
| Atlético Bucaramanga                                | Bucaramanga | Santander          |
| Deportivo Cali                                      | Cali        | Valle del Cauca    |
| Cúcuta Deportivo                                    | Cúcuta      | Norte de Santander |
| Independiente Santa Fe                              | Bogotá      | Bogotá             |
| Unión Magdalena                                     | Santa Marta | Magdalena          |
| Independiente Medellín                              | Medellín    | Antioquia          |
| Millonarios                                         | Bogotá      | Bogotá             |
| Deportivo Pereira                                   | Pereira     | Caldas 1           |
| Deportes Quindío                                    | Armenia     | Caldas 1           |
| Deportes Tolima                                     | Ibagué      | Tolima             |
| 1 Quindío und Risaralda wurden erst 1966 gegründet. |             |                    |

## Tabelle
| Pl. | Verein                 | Sp. | S  | U  | N  | Tore    | Diff. | Punkte |
| --- | ---------------------- | --- | -- | -- | -- | ------- | ----- | ------ |
| 1.  | Millonarios            | 44  | 22 | 14 | 8  | 085:520 | +33   | 58:30  |
| 2.  | Independiente Medellín | 44  | 20 | 12 | 12 | 084:650 | +19   | 52:36  |
| 3.  | Deportivo Cali         | 44  | 18 | 14 | 12 | 079:640 | +15   | 50:38  |
| 4.  | Deportivo Pereira      | 43  | 18 | 10 | 15 | 094:910 | +3    | 46:40  |
| 5.  | Atlético Nacional      | 43  | 16 | 10 | 17 | 087:870 | ±0    | 42:44  |
| 6.  | Cúcuta Deportivo       | 44  | 13 | 16 | 15 | 080:850 | −5    | 42:46  |
| 7.  | Atlético Bucaramanga   | 44  | 15 | 11 | 18 | 069:760 | −7    | 41:47  |
| 8.  | Santa Fe (M)           | 42  | 14 | 12 | 16 | 076:680 | +8    | 40:44  |
| 9.  | Deportes Quindío       | 44  | 13 | 14 | 17 | 060:700 | −10   | 40:48  |
| 10. | Unión Magdalena        | 44  | 13 | 12 | 19 | 051:720 | −21   | 38:50  |
| 11. | Deportes Tolima        | 44  | 12 | 14 | 18 | 078:950 | −17   | 38:50  |
| 12. | América de Cali        | 44  | 12 | 13 | 19 | 071:890 | −18   | 37:51  |

| (M) | Meister 1958: Santa Fe |

## Torschützenliste
| Pl. | Spieler          | Mannschaft             | Tore |
| --- | ---------------- | ---------------------- | ---- |
| 1.  | Felipe Marino    | Independiente Medellín | 35   |
| 2.  | Oswaldo Panzutto | Santa Fe               | 30   |
| 3.  | Eusebio Escobar  | Deportivo Pereira      | 25   |